# Sam Ball
Sam Ball (Henderson, 1 de junho de 1944 – Henderson, 30 de outubro de 2023) foi um jogador profissional de futebol americano estadunidense.

## Carreira
Rick Volk foi campeão da temporada de 1970 da National Football League jogando pela equipe do Baltimore Colts, atualmente denominada Indianapolis Colts.

## Morte
Ball morreu no dia 30 de outubro de 2023 aos 79 anos.